# Gitgit
Gitgit is een bestuurslaag in het regentschap Buleleng van de provincie Bali, Indonesië. Gitgit telt 2829 inwoners (volkstelling 2010).